# 布尔盖姆
布尔盖姆（法語：Bourgheim，法語發音：[buʁɡaim] ⓘ）是法国下莱茵省的一个市镇，属于塞莱斯塔-埃尔什泰因区。 

## 地理
布尔盖姆（48°25'8"N, 7°29'42"E）面积2.83 平方千米，位于法国大東部大區下莱茵省，该省份为法国大陆部分最东部的省份，是阿尔萨斯的一部分，今与上莱茵省组成了阿尔萨斯欧洲集体，其南至上莱茵省，西南接孚日省和默尔特-摩泽尔省，西接摩泽尔省，北与德国接壤，东侧沿莱茵河与德国相望。
与布尔盖姆接壤的市镇（或旧市镇、城区）包括：热尔特维莱、戈克斯维莱尔、艾利根什泰因、瓦尔夫、泽尔维莱。
布尔盖姆的时区为UTC+01:00、UTC+02:00（夏令时）。

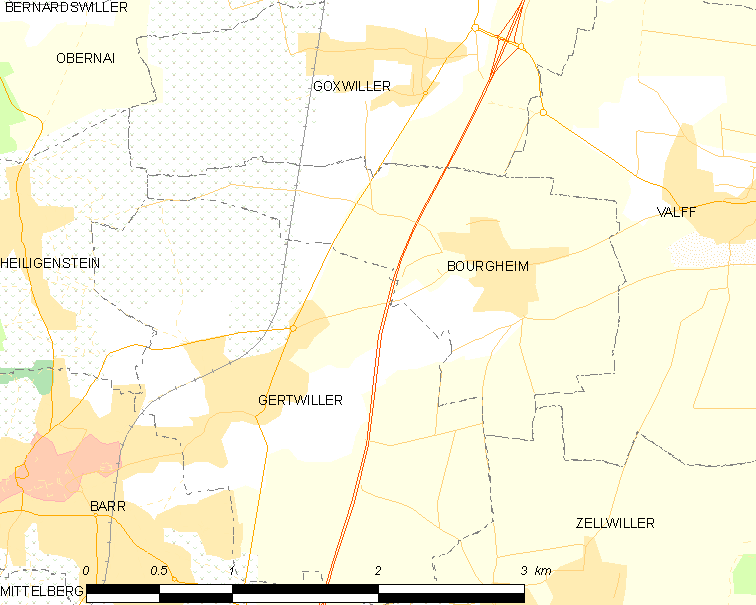
布尔盖姆的OSM定位图

## 行政
布尔盖姆的邮政编码为67140，INSEE市镇编码为67060。

## 政治
布尔盖姆所属的省级选区为奥贝奈县。

## 人口

1962-2008年间布尔盖姆人口变化图示

布尔盖姆于2022年1月1日时的人口数量为643人。